# September 1938
| Deze maand                                                                            |
| ------------------------------------------------------------------------------------- |
| - Sudetencrisis - Conferentie van München - Tsjechoslowakije moet Sudetenland opgeven |

De volgende gebeurtenissen speelden zich af in september 1938. 
- 1[1] - Bij een bomaanslag in Jaffa komen 16 Arabieren om het leven.
- 2[1] - In Italië worden Joodse leraren en studenten geweerd van staatsscholen.
- 2 - Konrad Henlein, de leider van de Sudeten-Duitsers, spreekt met Adolf Hitler in Berchtesgaden.
- 5 - De Hongaarse minister-president Béla Imrédy meldt dat later dit jaar de dienstplicht zal worden ingevoerd.
- 6 - De regering van Tsjechoslowakije doet nieuwe voorstellen naar de Sudeten-Duitsers.
- 7[1] - In reactie op Duitse troepenversterkingen langs de Rijngrens, versterkt ook Frankrijk zich bij de Maginotlinie. Verloven worden ingetrokken en reservetroepen worden dichter bij de grens gelegerd.
- 8[1] - De Sudeten-Duitse partij aanvaardt het voorstel van de regering van 6 september als basis voor besprekingen, maar schort tegelijkertijd de besprekingen op vanwege botsingen tussen politie en burgers.
- 10 - In een radiorede maant de Tsjechoslowaakse president Edvard Beneš de bevolking tot kalmte.
- 12 - Buitenlandse Joden wordt verboden zich in Italië te vestigen. Buitenlandse Joden die na 1 januari 1919 het land zijn binnengekomen dienen binnen 6 maanden te vertrekken, en hun eventuele naturalisatie wordt teruggedraaid.
- 12 - Het parlement van Polen wordt ontbonden. Verkiezingen worden vastgesteld voor 6 en 12 november.
- 12 - De SDAP en het NVV worden geschrapt van de lijst voor militairen en defensie-ambtenaren verboden verenigingen.
- 12 - Een toespraak van Adolf Hitler op het partijcongres in Neurenberg leidt tot verscherping van de spanningen in Sudetenland.
- 13 - In Tsjechoslowakije wordt in 8 districten de staat van beleg afgekondigd. De regering overweegt een uniformverbond in Sudetenland.
- 14[1] - In Iran wordt de spoorweg van de Kaspische Zee naar de Perzische Golf officieel ingewijd.
- 14 - Konrad Henlein en de Sudeten-Duitsers trekken zich terug uit de gesprekken met de regering. Ze stellen nieuwe eisen, waaronder terugtrekking van de staatspolitie uit alle gebieden met Duitse meerderheid.
- 15 september - Benito Mussolini bepleit referenda in Tsjechoslowakije, niet alleen onder de Sudeten-Duitsers maar in alle gebieden met minderheidsgroepen.
- 15 - Neville Chamberlain, vergezeld door Horace Wilson en William Strang, vertrekt naar Berchtesgaden om met Adolf Hitler te overleggen over de Sudetenkwestie.
- 16[1] - In Chili wordt een staatsgreep neergeslagen.
- 16[1] - De Amerikaanse astronoom Seth Barnes Nicholson meldt de ontdekking van de tiende en elfde maan van Jupiter (Lysithea en Carme)
- 16[1] - Frankrijk verbiedt de export van producten die voor de defensie van belang worden geacht.
- 16[1] - J.B.M. Hertzog, premier van Zuid-Afrika, ontkent dat zijn land steun heeft toegezegd aan het Verenigd Koninkrijk in geval van oorlog, zoals die bijvoorbeeld door de spanningen in Tsjechoslowakije zou kunnen  ontstaan.
- 16 - De regering van Tsjechoslowakije geeft bevel tot ontbinding van de Sudetenduitse partij.
- 16 - George Eyston verbetert het wereldsnelheidsrecord tot 575,347 km/h, slechts 1 dag nadat John Cobb hem het record had ontnomen.
- 17 - Chiang Kai-shek roept de Chinezen in Mantsjoekwo op zich actief aan te sluiten bij de strijd tegen Japan.
- 17 - Polen geeft zijn semi-permanente zetel in de Volkenbondsraad op. Het land zal worden vervangen door Griekenland.
- 18 - De Franse minister-president Édouard Daladier en minister van buitenlandse zaken Georges Bonnet overleggen in Londen met de Britse regering over de Sudetenkwestie. Na afloop melden zij dat zij de regering van Tsjechoslowakije adviseren de gebieden met een Duitse meerderheid aan Duitsland af te staan. Het Verenigd Koninkrijk en Frankrijk zullen de grenzen van het overblijvende deel van Tsjechoslowakije garanderen.
- 19 - De Nederlandse regering laat haar plannen voor een nationale luchthaven bij Leiderdorp varen, en kijkt in plaats daarvan naar Schiphol als mogelijke locatie.
- 20[1] - De Poolse minderheid in Tsjechoslowakije eist zelfbeschikkingsrecht.
- 21 - Tsjechoslowakije aanvaardt het Brits-Franse plan betreffende het Sudetenland onder voorwaarde dat de 2 landen het land te hulp komen als het wordt aangevallen.
- 22 - Het Tsjechoslowaakse kabinet-Hodža treedt af. Een zakenkabinet geleid door generaal Jan Syrový treedt aan.
- 22 - De (Republikeinse) regering van Spanje gelast het vertrek van alle internationale vrijwilligers die aan hun kant vechten.
- 22 - Neville Chamberlain bespreekt de Tsjechoslowaakse kwestie met Adolf Hitler in Godesberg.
- 23 - De Tsjechoslowaakse president Edvard Beneš kondigt de algemene mobilisatie af.
- 25 - De regering van Tsjechoslowakije verklaart zich bereid met Polen te onderhandelen over Teschen.
- 26[1] - Bulgarije erkent de regering-Franco als regering van Spanje.
- 26 - Na zijn overleg in Godesberg overhandigt Neville Chamberlain aan de regering van Tsjechoslowakije een memorandum met verdergaande eisen van Duitse zijde. Deze eisen worden door Tsjechoslowakije verworpen.
- 26 - Adolf Hitler verklaart dat Edvard Beneš tot 1 oktober heeft om de gebieden met Duitse meerderheid af te staan.
- 26 - Franklin Delano Roosevelt roept Duitsland, Tsjechië, Frankrijk en het Verenigd Koninkrijk op tot vreedzame oplossing van het Sudetenconflict.
- 28 - In verband met de gespannen internationale situatie stelt Nederland diverse uitvoerverboden in.
- 29 - Conferentie van München: Adolf Hitler, Benito Mussolini, Neville Chamberlain en Édouard Daladier (met anderen) bespreken de Sudetencrisis. Er wordt besloten dat Tsjechoslowakije de gebieden met Duitse meerderheid dient af te staan aan Duitsland. De terugtrekking uit deze gebieden dient te beginnen op 1 oktober, en voltooid te zijn op 10 oktober.
- 30 - Tsjechoslowakije aanvaardt (onvrijwillig) de uitkomst van de Conferentie van München.
- 30 - Polen stelt Tsjechoslowakije een ultimatum betreffende de overgave van Teschen.

en verder:
- Het wordt bekend dat enkele maanden eerder in de Sovjet-Unie een aantal admiraals is gefusilleerd.

← · januari · februari · maart · april · mei · juni · juli · augustus · september · oktober · november · december ·  →